# Björn Petersen
Björn Karl Thorsten Petersen, född 30 april 1943 i Göteborg, är en svensk antikvarie. Han har varit landsantikvarie i Halland, knuten till Stiftelsen Hallands länsmuseer, Halmstad och Varberg och dess föregångare.
Björn Petersen tog fil.kand-examen vid Lunds universitet 1968 i konsthistoria, nordisk fornkunskap, folklivsforskning idé- och lärdomshistoria. Han började samma år som amanuens vid Hallands museum. Han efterträdde Lennart Lundborg 1977 som landsantikvarie.